# Čirip
Il Čirip  (in russo Чирип?; in giapponese 北散布山?) è un vulcano attivo situato sull'isola di Iturup, nella Isole Curili meridionali (Russia). Appartiene al distretto Kuril'skij dell'oblast' di Sachalin.

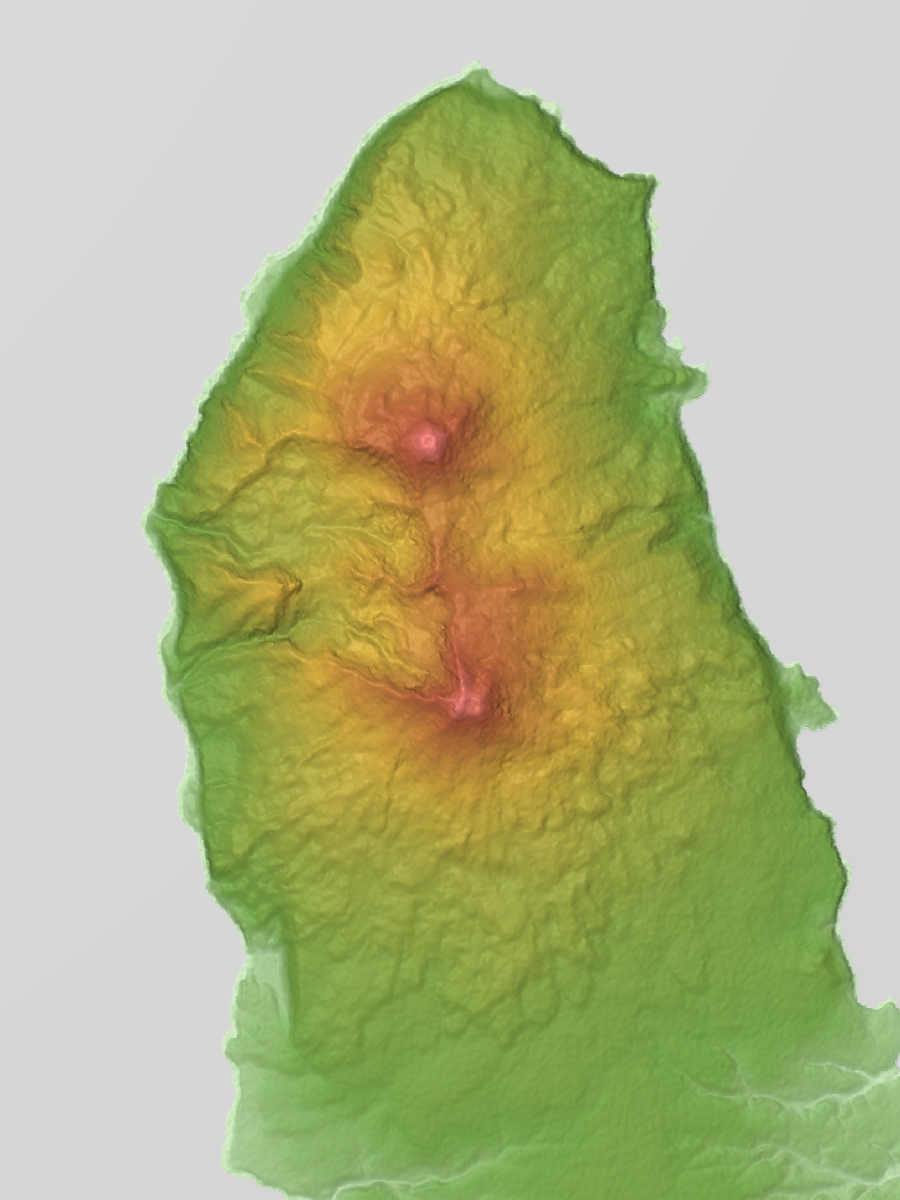
I vulcani Čirip (in alto) e il Bogdan Chmel'nickij (al centro).

Il suo nome deriva della parola ainu "čiripoi", che significa "piccoli uccelli".
Si tratta di uno stratovulcano che risale all'Olocene. È composto da andesiti e basalti. Ha un'altezza di 1589 m. Si trova sulla penisola omonima che si protende verso nord nella parte centrale dell'isola. Sulla stessa penisola, 4 km a sud, si trova il vulcano Bogdan Chmel'nickij. 
I pendii occidentali del Čirip sono ripidi e scoscesi, con falesie alte 500-600 metri; i pendii orientali sono più pianeggianti, densamente ricoperti di basse piante arbustive. Il vulcano è definito attivo in quanto si osserva attività fumarolica, emissione di gas e deflusso di acque termali.